# Åsa Persson (bergmästare)
För artiklar om andra personer vid namn Åsa Persson, se Åsa Persson
Åsa Persson, född 31 januari 1961, är en svensk civilingenjör och var från 1 juli 2010 till 29 juni 2022 bergmästare vid Bergsstaten.
Persson studerade vid Kungliga Tekniska högskolan och tog 1984 civilingenjörsexamen i lantmäteri. Hon arbetade därefter för Lantmäteriet i Luleå, Svenska institutet för Geografisk Informationsteknologi, fastighetsbolaget Vasallen och Fastighets AB Malmfälten i Kiruna. 2010 efterträdde hon Jan-Olof Hedström på posten som bergmästare, när denne gick i pension. Hon blev den första kvinnan på posten som bergmästare.